# Когельвож
Когельво́ж, верхня та середня течії — Північний Когельво́ж (рос. Когельвож, Северный Когельвож) — річка в Республіці Комі, Росія, ліва притока річки Когель, правої притоки річки Ілич, правої притоки річки Печора. Протікає територією Троїцько-Печорського району.
Річка починається як Північний Когельвож, через 9 км, коли приймає ліву притоку Південний Когельвож, називається Когельвож. Протікає на північний захід, захід, північний захід та південний захід.
Притоки:
- ліва — Південний Когельвож